# Distrito electoral local 12 de Chiapas
El XII Distrito Electoral de Chiapas, Distrito de Pichucalco es uno de los 24 distritos electorales uninominales de Chiapas. Su cabecera distrital es la Ciudad de Pichucalco.
Se conforma por los siguientes municipios:
- Pichucalco
- Amatán
- Chapultenango
- Ixhuatán
- Ixtacomitán
- Ixtapangajoya
- Juárez
- Ostuacán
- Reforma
- Solosuchiapa
- Sunuapa

## Localización
El Distrito de Pichucalco se encuentra al noroeste de Chiapas, limita al suroeste con el distrito de Bochil, al sur con el de Pueblo Nuevo Solistahuacán, al sureste con el de Copainalá, y al norte, al este y oeste con el estado mexicano de Tabasco.
|                              | Norte: Tabasco, México                      |                                |
| Oeste: Tabasco, México       |                                             | Este: Tabasco, México          |
| Suroeste: Distrito de Bochil | Sur: Distrito de Pueblo Nuevo Solistahuacán | Sureste: Distrito de Copainalá |